# Børge Mathiesen
Børge Carlo Mathiesen (født 16. maj 1918, død 14. januar 2008) var en dansk fodboldspiller.
Han spillede i B1903 i perioden 1936 til 1947. Her var han blandt andet med til at vinde KBU-pokalfinalen i 1937 over KB med 2-1, og Mathiesen scorede begge sit holds mål. Den følgende sæson var han med til at blive dansk mester med klubben. Efter tiden i B1903 rejste han til Stade Français i Frankrig for at spille som professionel. Her spillede han to sæsoner, den sidste sammen med en anden dansker, Kaj Christiansen  , inden Mathiesen rejste til Spanien, hvor han fik en sæson i Atlético Madrid, fulgt af en sæson i Santander. Derpå tog han tilbage til Frankrig, hvor han blev genforenet med Kaj Christiansen, der nu var i Le Havre AC, hvor Mathiesen spillede to sæsoner, inden han indstillede sin karriere i 1953.
Inden han blev professionel, opnåede han elleve kampe for Danmarks fodboldlandshold. Han debuterede i en kamp mod Polen 12. september 1939. Hans sidste landskamp blev i 1945 mod Norge, hvor han scorede et af målene. Han scorede ét landskampsmål i sin karriere.
Mathiesen døde blot 44 år gammel i en trafikulykke.